# Schizophora
Schizophora là một nhánh ruồi chứa 78 họ. Nhánh này chia ra thành 2 phân nhánh, Acalyptratae và Calyptratae, chúng thường được gọi theo thứ tự là acalyptrate muscoids và calyptrate muscoids.

## Hình ảnh

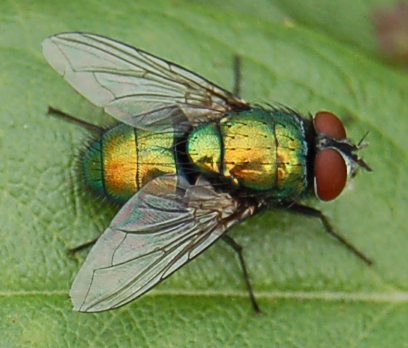
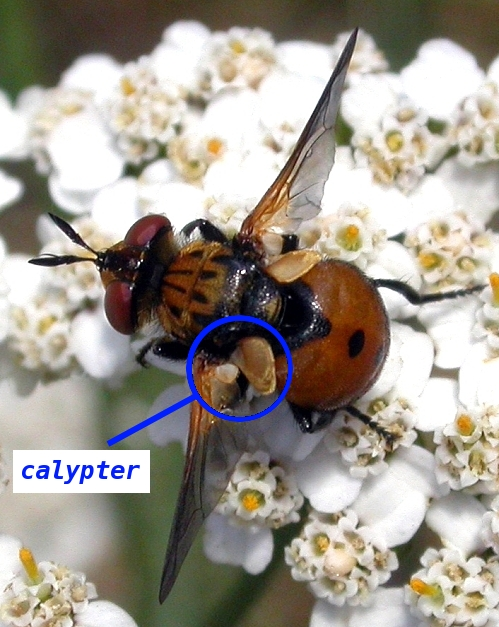
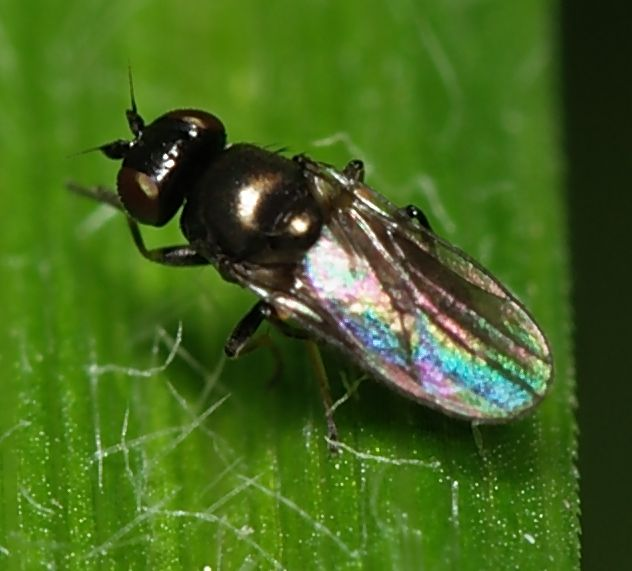